# Bavikhove
Ne doit pas être confondu avec Bavinchove.
Bavikhove est une section de la ville belge de Harelbeke, en province de Flandre-Occidentale. C'était une commune à part entière avant la fusion des communes de 1977.

## Géographie
Bavikhove est limitrophe de Hulste, Ooigem, Beveren, Harelbeke (section de commune) et Kuurne.
La Lys marque en partie la limite entre Bavikhove et Harelbeke.

## Démographie

### Évolution démographique
- Sources : INS, Rem. : 1831 jusqu'en 1970 = recensements, 1976 = nombre d'habitants au 31 décembre[3].

## Économie
La brasserie Bavik, connue pour ses pils et pour la Blanche Witterkerke entre autres, est établie à Bavikhove.
On y trouve également une maison d'édition, Het Gele Huisje, fondée par Jan Dewitte.

## Toponymie
Le nom est d'origine germanique. La première mention de Bavikhove remonte à 1120 : villa Bavinghova (« la ferme des gens de Bavon »).

## Galerie

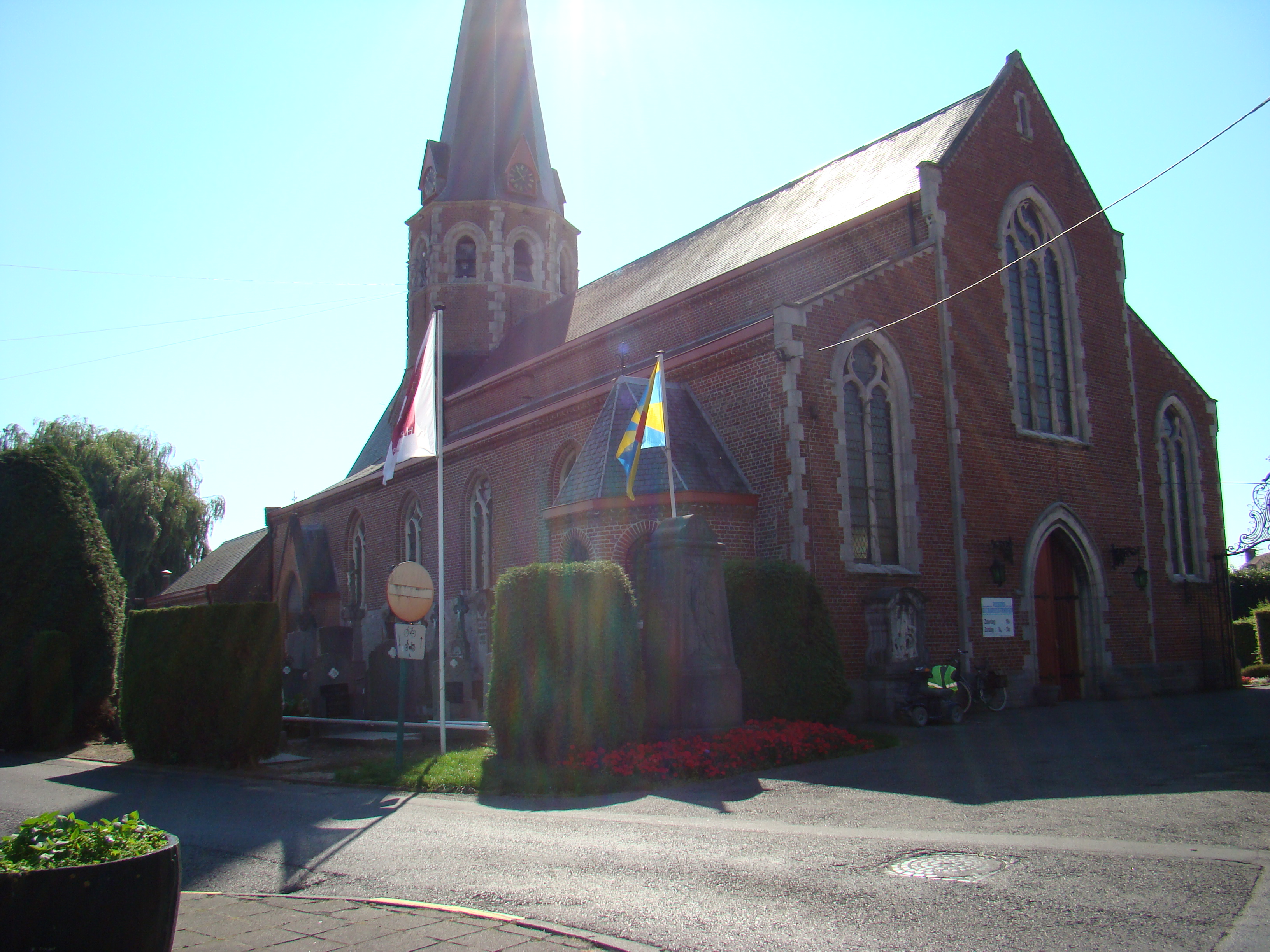
Église Saint-Amand.
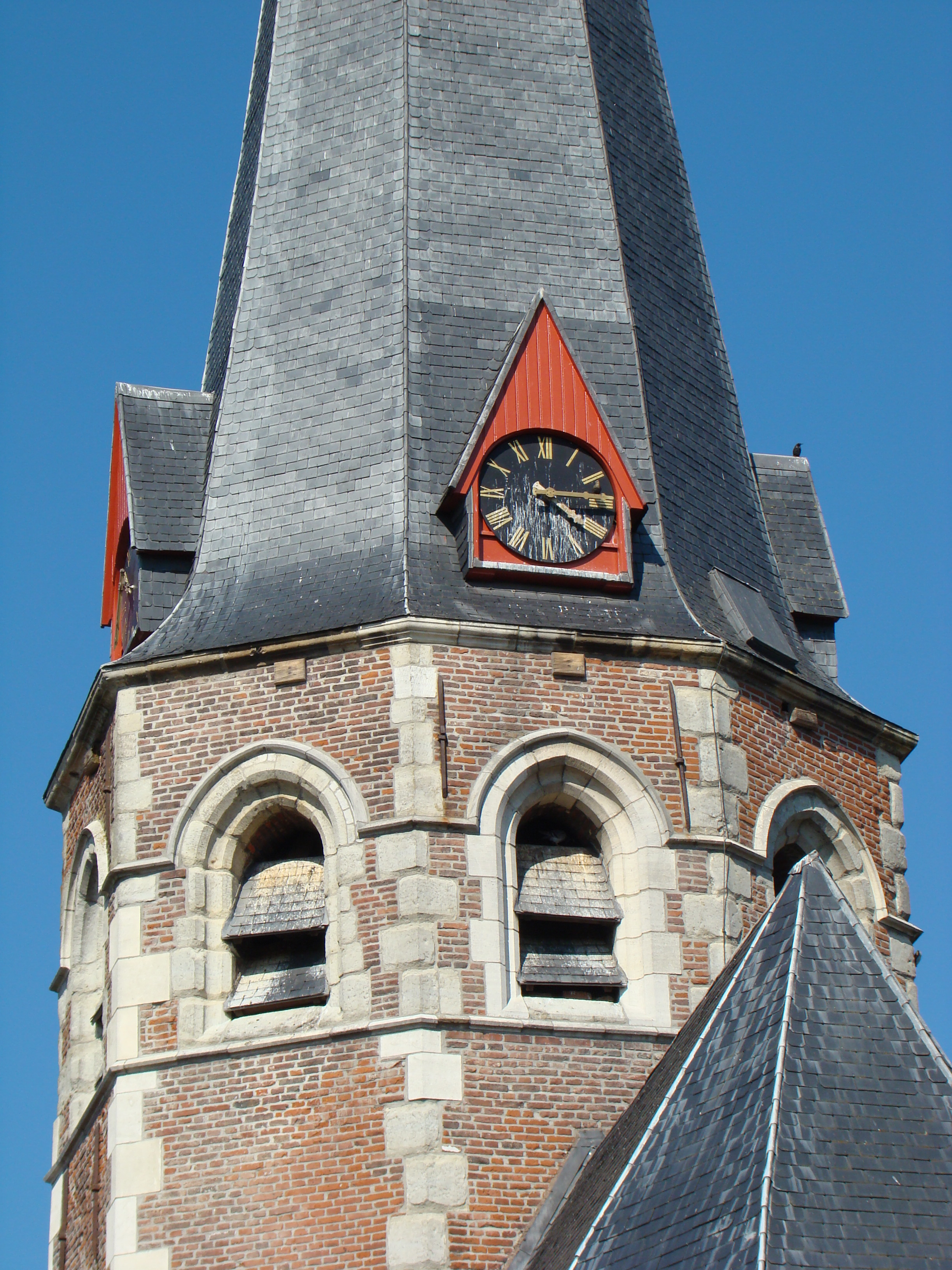
Clocher de l'église Saint-Amand.
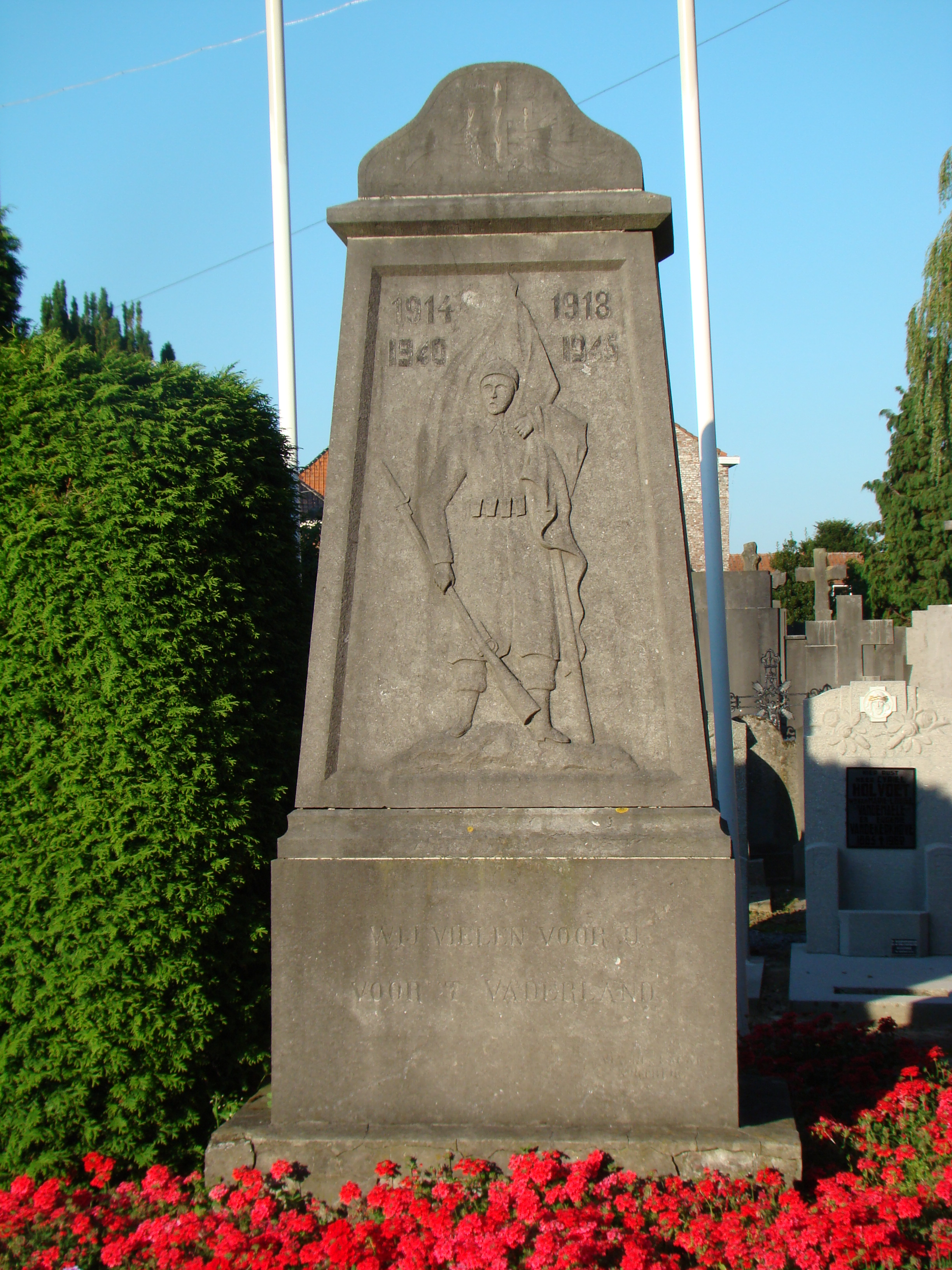
Monument aux morts des deux Guerres mondiales.
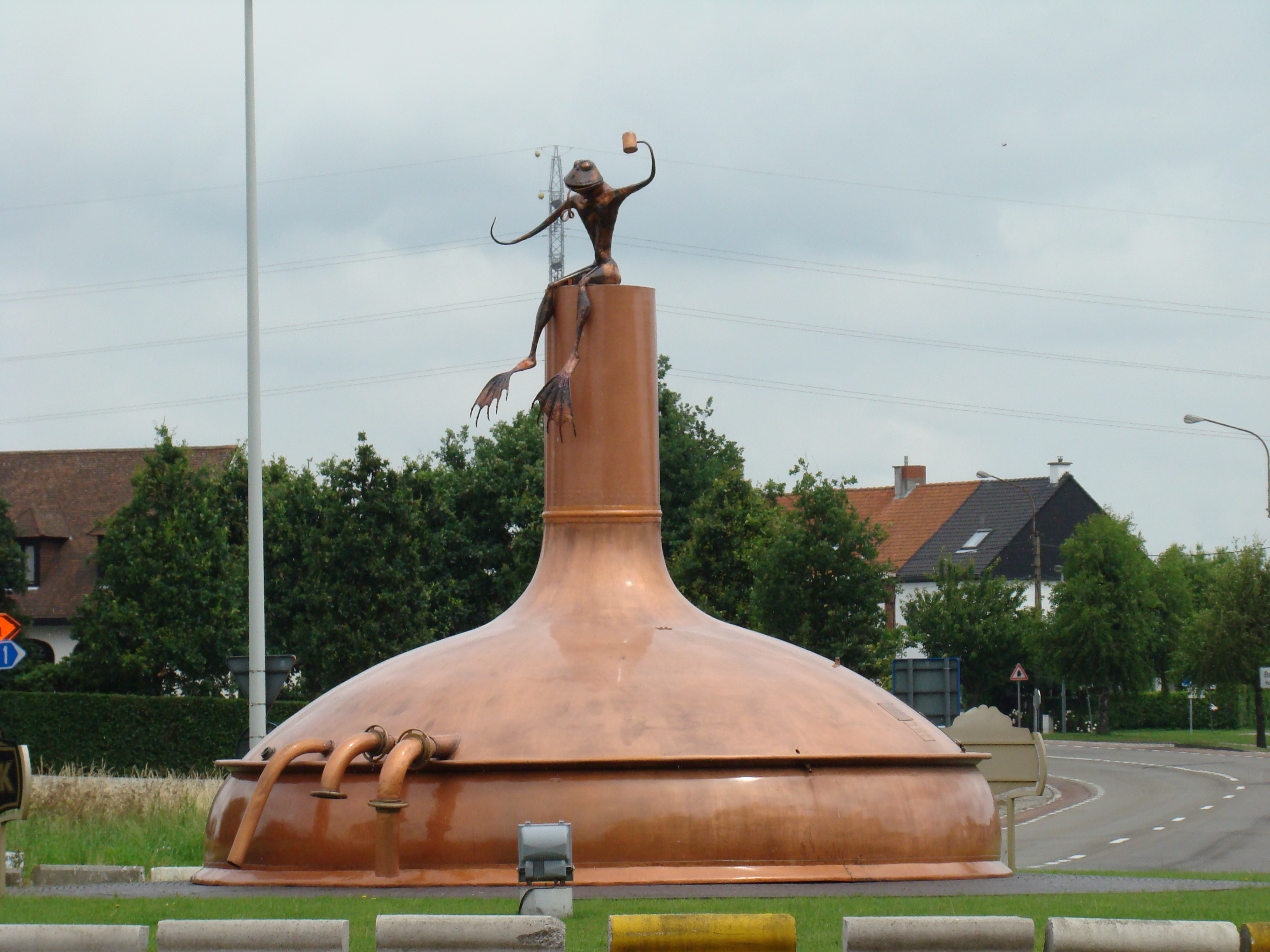
Rond-point décoré d'une cuve de brassage.